# Maulini
Maulini es una tribu de insectos de la familia Myrmeleontidae ("león de hormigas") en la subfamilia Palparinae.